# Гонсалу Вієгаш
Гонса́лу Віє́гаш де Ланьозу (порт. Gonçalo Viegas de Lanhoso; ? — 18 липня 1195) — португальський лицар, магістр Авіського ордену (1176—1195). Учасник Реконкісти. Дата і місце народження невідомі. Представник Ланьозького дому. Наймолодший син португальського шляхтича Егаша де Ланьозу й Урраки де Сози. Васал португальських королів Афонсу І й Саншу І. Займав посади командувача Лісабона (з 1171) і військового управителя в прикордонній провінції Ештремадура. Зупинив конфлікт між лісабонцями, що виник довкола перенесення мощей святого Вікентія (1173). На деякий час залишив військову справу, служив мажордомом інфанти Терези (1175). Незабаром став магістром Авіського ордену в Еворі, розташованій у ворожому мусульманському оточенні (1176). Отримав від короля Корушський замок, будинки в Еворі й Сантарені для орденської братії (1176). Згадується у заповітах короля Афонсу (1179, 1181), за якими в сумі одержав 4 тисячі золотих для укріплення Евори і потреб ордену. Від Саншу І прийняв замки в Алканеде, Журомені, Мафрі. Взяв участь з братами-лицарями у війні кастильського короля Альфонсо VIII проти Альмохадів (1195). Загинув у битві при Аларкосі, Кастилія.